# Жуманай (рудник)
Жуманай (рудник) — підприємство гірничорудної промисловості в Карагандинській області Казахстану.
Родовище баритових руд Жуманай ввели в експлуатацію у 1996 році. З 1999-го видобута тут руда надходила для підготовки на Саранську збагачувальну фабрику.
У 2015-му рудник зупинили через нерентабельність, при цьому за період з 2003-го тут видобули 594 тисячі тонн руди.
Оскільки за родовищем ще числилися запаси у 0,5 млн тонн зі вмістом сульфату барію на рівні 67 %, планували відновити роботу, проте зробити це в 2010-х роках не вдалось. Восени 2023-го оголосили про очікуване відновлення робіт у 2024 році з плановою тривалістю розробки в сім років та річною потужністю до 100 тисяч тонн руди.
Розробка Жуманаю ведеться відкритим способом і станом на середину 2010-х глибина кар'єру сягнула 80 (за іншими даним з того ж документа — лише 36) метрів. У випадку відновлення робіт планується довести глибину кар'єру до 90 метрів.
Розробкою родовища опікується група Жайремського гірничо-збагачувального комбінату. Первісно вона діяла через ТОВ «Жалаїр», а відновлення розробки у 2020-х організує АТ «Марганець Жайрему».